# Aziz d'Émèse
Aziz, Azize, Azizos ou Azizus (en grec ancien : Ἄζιζος) était roi d'Émèse (actuelle Homs en Syrie, alors cliente de Rome) vers l'an 53.

## Biographie
Fils de Sampsigéram II et de Iotapa, elle-même fille de Mithridate III de Commagène et de iotapa d'Atropatène, il épousa vers l'an 53 Drusilla, fille d'Hérode Agrippa Ier, après s'être fait circoncire (Flavius Josèphe, Antiquités judaïques 20.7.1). Toutefois, peu de temps après leur mariage, celle-ci le quitta pour (l'affranchi) Antonius Felix, alors procurateur romain de Judée (Flavius Josèphe, Antiquités judaïques 20.7.2).
D'après Barbara Levick, il mourut en 54 et son frère cadet Sohaemus lui succéda.